# Egerág
Egerág là một thị trấn thuộc hạt Baranya, Hungary. Thị trấn này có diện tích 13,01 km², dân số năm 2010 là 994 người, mật độ 76 người/km².